# قاسم‌کندی (گرمی)
قاسم‌کندی روستایی در دهستان پائین برزند بخش مرکزی شهرستان گرمی استان اردبیل ایران است.از زیبایی های طبیعی و گردشگری قاسم کندی می توان به رودخانه زیبای برزند چایی و کوه آروانا و چشمه از آب زیر زمینی که (کهریز) نام دارد اشاره کرد .

## جمعیت
بر اساس سرشماری سال ۱۳۸۵ جمعیت این روستا ۶۶۰ نفر با ۱۴۰ خانوار بوده‌است.